# Mester de joglaria
S'anomena Mester de joglaria al conjunt de la poesia —èpica o lírica— de caràcter popular difosa durant l'edat mitjana pels joglars, que s'encarregaven de cantar i recitar pel gaudi i esbarjo de la noblesa de l'època.
Segons Ramón Menéndez Pidal a Poesia joglaresca e origenes de las literaturas románicas (Madrid, 1957), el mot joglar ve del Llatí iocularis, ioculator, que significa '*burlador o home de bromes i enganys'. El mot mester ve del llatí ministerium.
En la literatura catalana la tradició trobadoresca i joglar ha tingut una presència molt forta degut als lligams que durant l'edat mitjana ha tingut la noblesa catalana amb l'occitana. Ja des dels segles xi i xii hi ha presència de joglars que deambulen i reciten per les diverses cases nobles d'Aragó i els Comtats Catalans.
Hi havia diversos tipus de joglars: els joglars èpics, que recitaven poesia narrativa, i els joglars lírics, que es dedicaven a cultivar la poesia satírica i sentimental i poemes compostos per trobadors, etc. Aquest mester va començar a caure en declivi durant la Baixa Edat Mitjana.
Els joglars eren personatges d'origen humil, còmics ambulants que es dedicaven, a més a més, a exercicis de malabars i diverses arts pròpies del món del circ. Així i tot la figura del joglar està centrada en la recitació d'històries i peces literàries. Recitaven versos compostos per altres autors, anomenats trobadors, i ho feien en llocs públics com places de pobles i viles i també recitaven als castells i palaus de les classes més acomodades.
El vers joglaresc es caracteritzava pel seu aniosil·labisme, és a dir, era un vers irregular que oscil·lava entre les deu i les setze síl·labes, amb predomini d'alexandrí amb rima assonant. Aquest tipus de rima proporciona més llibertat a l'hora d'improvisar i de recordar fórmules fraseològiques que, repetides habitualment, serveixen per emplenar versos. D'aquesta manera els joglars recordaven, com s'ha demostrat en els diversos estudis que s'han fet del mester de joglaria.
El repertori dels joglars solia estar format per escenes selectes de cançons de gesta i el recitaven de forma semirepresentada davant del públic, qui, de sentir continuadament els romanços i històries dels joglars, anava memoritzant alguns relats. D'aquesta manera han arribat als nostres dies encara alguns romanços a través de la tradició oral. Les cançons de gesta estaven protagonitzades per herois i cavallers que vivien aventures llegendàries i personificaven els valors més preuats de la societat de l'època. A vegades s'adaptaven a les particularitats del lloc, introduint localismes i notícies. La majoria d'autors de les obres eren anònims, ja que no se n'ha conservat la seva autoria. Sovint, però, anaven acompanyats d'un senyal dins de l'obra que es repetia en totes les obres d'un determinat trobador. Així, cada trobador tenia el seu senyal i els joglars al difondre les obres donava a conèixer, indirectament, el trobador que havia compost l'obra recitada.
També s'ha lligat amb el concepte de joglar el de músic i n'hi havia de diversos tipus. Encara que en aquests casos tampoc eren autors de les seues pròpies cançons sinó que també repetien les composicions d'altres.